# Platygaster pappi
Platygaster pappi är en stekelart som beskrevs av Peter Neerup Buhl 2004. Platygaster pappi ingår i släktet Platygaster och familjen gallmyggesteklar. Inga underarter finns listade i Catalogue of Life.